# 钟帽藓
钟帽藓（学名：[Venturiella sinensis] 错误：{{Lang}}：文本有斜体标记（帮助））为树生藓科钟帽藓属下的一个种。其种加词“sinensis”意为“中华的”。